# Сијера Леоне на Светском првенству у атлетици у дворани 2012.
Сијера Леоне је десети пут учествовао на Светском првенству у атлетици у дворани 2012. одржаном у Истанбулу од 9. до 11. марта. Репрезентацију Сијера Леонеа је представљао један такмичар, који се такмичио у трци на 60 метара.
Сијера Леоне није освојио ниједну медаљу нити је остварен неки рекорд.

## Учесници
Мушкарци:
- Ibrahim Kabia — 60 м

## Резултати

### Мушкарци
| Атлетичар     | Дисциплина | Лични рекорд | Квалификација | Квалификација | Полуфинале           | Полуфинале           | Финале               | Финале       | Детаљи |
| Атлетичар     | Дисциплина | Лични рекорд | Резултат      | Место         | Резултат             | Место                | Резултат             | Место        | Детаљи |
| ------------- | ---------- | ------------ | ------------- | ------------- | -------------------- | -------------------- | -------------------- | ------------ | ------ |
| Ibrahim Kabia | 60 м       | 6,65 НР      | 7,33          | 6. у гр. 2    | Није се квалификовао | Није се квалификовао | Није се квалификовао | 42 / 57 (61) |        |